# ريجينا ماريا كورديرو دنلوب
ريجينا ماريا كورديرو دنلوب (من مواليد 9 يوليو 1950) سفيرة برازيلية. في عام 2016 غادرت جنيف حيث كانت الممثل الدائم في الأمم المتحدة لتكون سفيرة البرازيل في لاهاي.

## الحياة
ولدت دنلوب في ريو دي جانيرو عام 1950. التحقت بالسلك الدبلوماسي كخريجة عام 1982.
في عام 2009 تم تعيينها لتكون الممثل الدائم المناوب للبرازيل لدى الأمم المتحدة في نيويورك. في عام 2013 ذهبت إلى جنيف حيث أصبحت الممثل الدائم في الأمم المتحدة. خلفتها ماريا نازاريثي فراني أزيفيدو في 14 سبتمبر 2016. أصبحت دنلوب سفير البرازيل في لاهاي.